# تهوين
التهوين أو لطف التعبير أو تلطيف التعبير أو تنميق الكلام أو تزويق الكلام أو التسميل يكون باستخدام كلمة أو جملة محل أخرى، إذ يعتقد أن الأخرى جارحة أو بذيئة. التلطف في اللغة من مادة ‍لطف‍‍ وهذا الأصل كما يرى ابن فارس يفيد الترفق واللطيف من الكلام ما غمض معناه وخفي.